# Сергій Послушливий
Сергій Послушливий (XIII століття, Київ) — чернець Печерського монастиря часів древньої Київської Русі, православний святий. День ушанування пам'яті припадає на Собор святих ближніх печер — 28 вересня.
На карті Ближніх печер 1638 року згаданий як «благословенний отець Сергій», в 1661 році як «Сергій», в 1703 році як «Сергій Працелюбний», в 1744 році як «преподобний Сергій затвірник». У 1795 році і XIX столітті як «преподобний Сергій Послушливий».

В акафісті всім Печерським преподобним про нього сказано: 
|  | «Радуйся, Сергіє, послухів прехвальний рачителю». |

Його мощі спочивають у Ближніх печерах, поряд з мощами святого Сави Богоугодного.

## Джерело
- https://web.archive.org/web/20151208082019/http://www.kplavra.kiev.ua/Sergij_Poslushlivij.html
- Словник персоналій Національного Києво-Печерського історико-культурного заповідника[недоступне посилання з липня 2019] — ресурс використано за дозволом видавця.